# Plantago pulvinata
Plantago pulvinata är en grobladsväxtart som beskrevs av Carlos Luis Spegazzini. Plantago pulvinata ingår i släktet kämpar, och familjen grobladsväxter. Inga underarter finns listade i Catalogue of Life.